# Regeringen Steen II

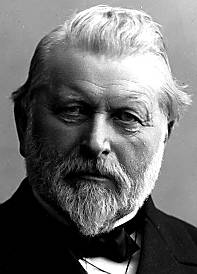
Johannes Steen

Regeringen Steen II var en norsk regering som tillträdde 17 februari 1898. Det var en ren Venstre-regering. Regeringen avgick 21 april 1902. Statsminister var Johannes Steen  och Norges statsminister i Stockholm var Otto Blehr.